# Pawieł Smirnow
Pawieł Wasiljewicz Smirnow (ros. Павел Васильевич Смирнов, ur. 22 października 1894 w Kostromie, zm. 10 grudnia 1954 w Moskwie) – radziecki polityk, ludowy komisarz/minister przemysłu mięsnego i mleczarskiego ZSRR (1939-1946).
1915-1917 służył w rosyjskiej armii, w marcu 1917 wstąpił do SDPRR(b), 1918-1919 żołnierz oddziałów żywnościowych, 1919 w Armii Czerwonej, komisarz oddziału wojskowo-budowlanego. 1920-1926 słuchacz robotniczego fakultetu przy 1. Uniwersytecie Moskiewskim, 1922-1923 szef Wydziału Zaopatrzenia Głównego Zarządu Budownictwa Wojskowego w Moskwie, później działacz moskiewskiego związku stowarzyszeń spożywców, 1926-1930 zastępca przewodniczącego zarządu tego związku. 1930-1932 studiował na Wydziale Budownictwa Akademii Przemysłowej im. Stalina, a 1932-1935 na Moskiewskim Instytucie Inżynieryjno-Budowlanym. Od 1935 do listopada 1937 szef i główny inżynier budownictwa Moskiewskiego Kombinatu Rybnego, od listopada 1937 do stycznia 1938 zastępca szefa Głównego Zarządu Budownictwa Ludowego Komisariatu Przemysłu Spożywczego ZSRR, od grudnia 1937 do lipca 1938 zastępca ludowego komisarza, a od lipca 1938 do lutego 1939 ludowy komisarz przemysłu spożywczego ZSRR. Od 19 stycznia 1939 do 22 sierpnia 1946 ludowy komisarz/minister przemysłu mięsnego i mleczarskiego ZSRR, od 21 marca 1939 do 5 października 1952 członek Centralnej Komisji Rewizyjnej WKP(b). Od października 1946 do marca 1953 szef Głównego Zarządu Sowchozów Hodowlanych strefy Ministerstwa Przemysłu Mięsnego i Mleczarskiego ZSRR, następnie do śmierci dyrektor Państwowego Instytutu Projektowania Przedsiębiorstw Przemysłu Mięsnego i Mleczarskiego ZSRR. Deputowany do Rady Najwyższej ZSRR 2 kadencji. Pochowany na cmentarzu Nowodziewiczym w Moskwie.

## Odznaczenia
- Order Lenina
- Order Czerwonego Sztandaru Pracy
- Order Czerwonej Gwiazdy